# Варшавська головна школа

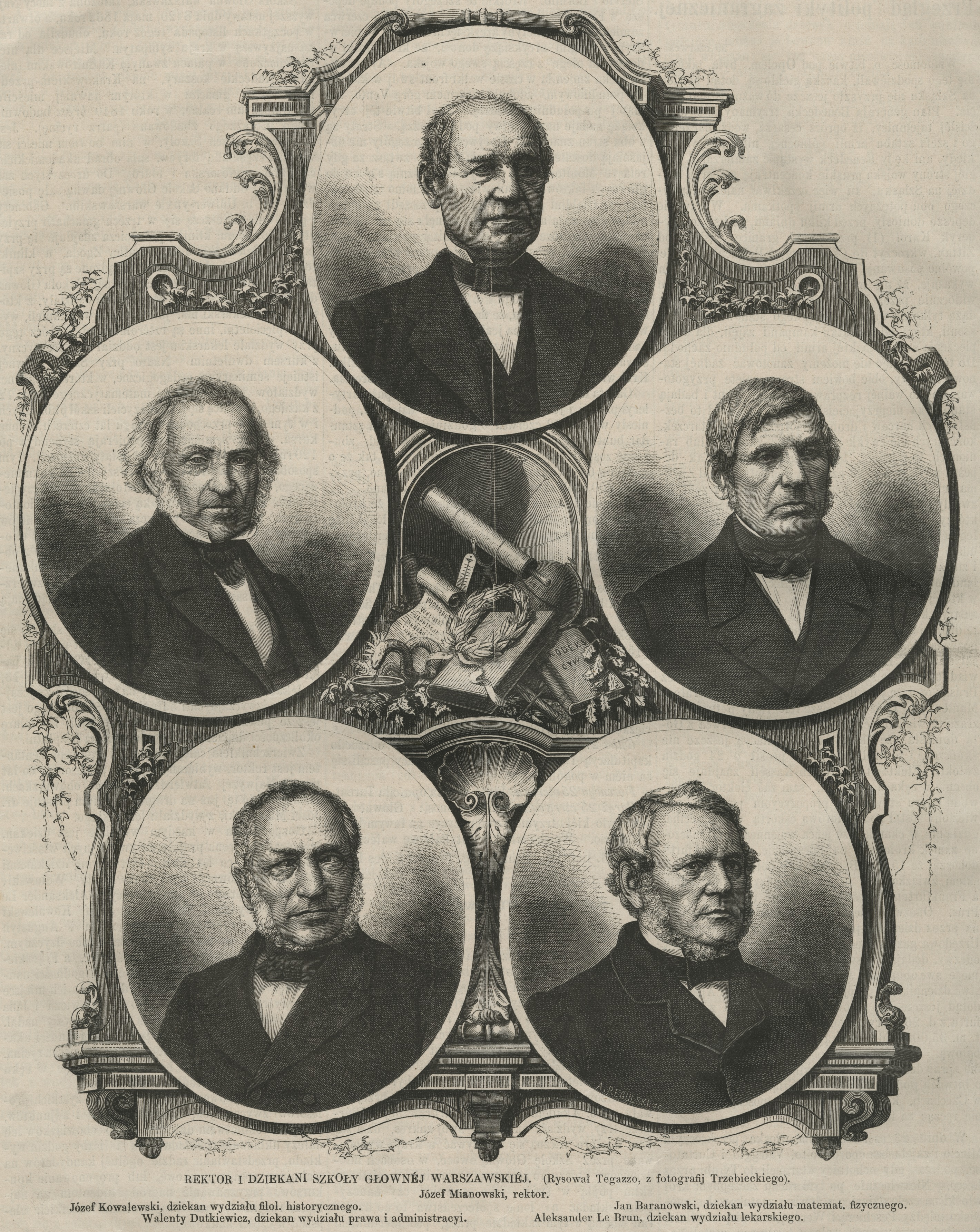
Ректори Варшавської головної школи. Мяновський — зверху

Варшавська головна школа (пол. Szkoła Główna Warszawska) — польський вищий навчальний заклад, що існував у 1862—1869 роках.
Створено директором Комісії у справах релігії і народної освіти Александером Велопольським за указом імператора  Олександра II на базі Медико-хірургічної академії. Мала 4 факультети:
- Права і управління;
- Філолого-історичний;
- Фізико-математичний;
- Медичний.

Першим і єдиним ректором Варшавської головної школи був Юзеф Мяновський.
Закрита в 1869 році.